# Paige van der Westhuizen
Paige van der Westhuizen (ur. 23 kwietnia 2003) – zimbabwiańska pływaczka specjalizująca się w stylu dowolnym, olimpijka z Paryża 2024.
Podczas ceremonii otwarcia Letnich Igrzysk Olimpijskich 2024 wraz z biegaczem Makanakaishe Charambą była chorążym reprezentacji Zimbabwe.

## Udział w zawodach międzynarodowych
| Impreza              | Rok  | Gospodarz | st. dowolny | st. dowolny | st. dowolny |
| Impreza              | Rok  | Gospodarz | 50 m        | 100 m       | 200 m       |
| -------------------- | ---- | --------- | ----------- | ----------- | ----------- |
| Igrzyska olimpijskie | 2024 | Paryż     | —           | 25          | —           |
| Mistrzostwa świata   | 2019 | Gwangju   | —           | 67          | 45          |
| Mistrzostwa świata   | 2023 | Fukuoka   | —           | 46          | 51          |
| Mistrzostwa świata   | 2024 | Doha      | 51          | 36          | —           |